# Energistrøm
Jorden har to energikilder:
1. den radioaktive energi, der holder klodens indre flydende, og som er årsag til fænomener som gejsere, jordskælv, vulkanisme, kontinentaldrift osv.
2. og den solstråling, som når hertil

## Solenergi
I det følgende drejer det sig kun om den sidste kilde, sollyset. Radioaktiv energi har nemlig kun sporadisk eller negativ indflydelse på livsprocesserne. Energien fra solen er derimod fuldstændig afgørende for alt liv.
Solstrålingen er en elektromagnetisk stråling, som består dels af meget hård, kortbølget stråling og dels af synligt lys. Den kortbølgede stråling bremses og afledes for størstedelen af jordens magnetfelt. Så godt som al resten af den ioniserende stråling opfanges af ozonlaget, og det er næsten kun synligt lys som når jordens overflade.

### Fotosyntese
På overfladen opfanges ca. 1% af sollyset igennem fotosyntesen. Det er denne ene procent, der danner baggrund for alt liv på kloden, når man ser bort fra nogle overlevende rester af kemosyntetiserende bakterier. Planternes bruttoprimærproduktion bliver reduceret noget, da de selv skal bruge en del af den opsamlede energi i respirationen (både dag og nat). Derfor er det overskuddet, nettoprimærproduktionen, der danner fødegrundlag for det næste, trofiske niveau i fødekæden, nemlig planteæderne.
Når planteæderne har ædt, er vokset og har formeret sig, er der kun blevet 10% planteædermasse ud af det plantemateriale, de har omsat. Der er altså et tab på ca. 90% tørstof ved omsætningen fra niveau til niveau, og dette gentager sig ved overgangen til næste niveau, rovdyrenes, og igen næste gang osv. Stoftabet består konkret i, at kulstoffet bliver tabt som CO2.

### Varmetab
Da energien ligger som kemiske bindinger i kulstofforbindelserne, betyder et tab af CO2 også, at den kemiske energi er frisat. Det kan man registrere i form af varmeudstråling fra organismerne. Den varme øger temperaturen i omgivelserne, men den tabes derefter til verdensrummet ved udstråling om natten. Når nedbryderne dør, efter at de har udvundet den sidste kemiske energi af førnen ved at nedbryde stofferne i den, er også den sidste energi gået tabt til verdensrummet.
På den måde går det til, at energien ikke danner kredsløb, men i stedet skaber en strøm gennem alle økosystemerne. Hvis ikke spildenergien kunne undslippe til verdensrummet ville kloden hurtigt blive ophedet og alt liv ville ophøre. Problemet med drivhusgasserne er, at de hæmmer den nødvendige udstråling, sådan at kloden faktisk bliver varmere for hver dag. Det diskuteres ikke længere, om denne konsekvens er noget indbildt, men man er uenige om, hvorvidt den er så tungtvejende, at den forklarer alle de voldsomme rekorder i vejret overalt på kloden.

## Eksempel: Energistrømmen i en have
Kilden til al biologisk energi er sollys. Det bliver opfanget af klorofylmolekylerne i bladene på en solbærbusk. Her omsættes energien via en hel række mellemled til bindingsenergi i sukkermolekylerne. Sukkeret bliver ført i plantens sikar, og på den måde når en del ned i en rodspids. Her bliver sukkeret optaget i en ribesrodlus, som har ædt af den unge rod.
En anden del af sukkeret bliver anbragt i ét af solbærrene. Dér sidder der en lille planteæder, solbærmøllets larve, som gnaver inde i bærret. Et tredje del bliver brug i dannelsen af et nyt blad. Det bliver angrebet af stikkelsbærdræberen, en meldugsvamp, som fortærer stoffet i bladet. Både rodlusen, larven og meldugsvampen henter altså energi ved at æde af solbærbuskens forskellige dele. En del af energien bliver brugt til at bygge nyt, dyrisk stof op med, men i dette stofskifte tabes en hel del som varme, der afgives til omgivelserne. Her bliver energien altså målbar igen.
Rodlusen bliver ædt af en skolopender, larven af en blåmejse og meldugbelægningen af en gulprikket mariehøne. Disse rovdyr bruger energien fra deres bytte til at bygge nyt stof i deres egne kroppe, men størstedelen tabes igen som varme. Skolopenderen bliver ædt af en solsort, blåmejsen bliver ædt af en kat (som for øvrigt også æder solsorten), og mariehønen bliver ædt indefra af nogle snyltehvepselarver. I alle tilfælde bruges energien fra byttet til at opbygge nyt stof i rovdyret, mens den største del atter går bort som varme.
Når katten og snyltehvepselarverne er døde, falder de til jorden. Katten bliver begravet, mens ingen bekymrer sig om snyltehvepsene og deres larver. I begge tilfælde vil ådselsbiller, bænkebidere, og orme æde resterne. Her gentager historien sig, for disse nedbrydere skaffer sig energi fra ligene, men taber samtidig det meste af puljen som varme. Biller, bænkebidere og orme har afføring, ligesom bladlus, møllarver, skolopendere, blåmejser, mariehøner, solsorte, katte og snyltehvepse. I denne afføring findes bakterier og føderester, som indeholder den sidste rest af energi fra ligene.
Energien i afføringen bliver brugt af springhaler, pansermider, nematoder, enchytræer og andre jordbundsdyr. Under deres endelige nedbrydning af det sidste stof tabes der atter varme. Når resterne af solbærplanten, planteæderne, rovdyrene og nedbryderne er omsat, vil energien være opbrugt, og alt vil være blevet omdannet til varme, som i sidste ende tabes til verdensrummet. Så her slutter energistrømmen gennem haven.